# Dillon Francis
Dillon Hart Francis (Los Angeles, Kalifornia, 1987. október 5. –) amerikai elektronikus zenei producer, a moombahton és a moombahcore műfajok úttörőjeként ismert.

## Korai évek
Francis Kaliforniában, Los Angelesben született.

## Karrier
Francis tehetségét először az amerikai producer, Diplo fedezte fel, akivel később együtt dolgozott a "Que Que" című dalon. "Masta Blasta" című dala hozta meg neki az igazi sikert, amit a holland zenész, Munchi egy 130-as tempójú house száma ihletett. 2010-ben jelent meg első EP-je, a Swashbuckler a Play Me Records gondozásában.
Munkáit több kiadó neve alatt is publikálta, ilyen többek között a Dim Mak Records, a Mad Decent és az OWSLA.
2012 februárjában Francis lett az első moombahton producer, aki megkaparintotta az első helyet a Beatport Top 5 Releases Chart élén Something, Something, Awesome. című kislemezével.
2012 második felében nekivágott Wet & Reckless elnevezésű Észak-amerikai turnéjának, miközben közreműködő fellépő volt a brit trió, Nero Welcome Reality turnéján és a szintén brit zenész, Flux Pavilion Standing on a Hill turnéján.
2013-ban bejelentette saját nagyszabású amerikai és kanadai Wurld Turr nevű turnéját, emellett megerősítette, hogy bemutatkozó albumot jelentet meg 2013-ban. Növekvő népszerűségét bizonyítja, hogy az MTV beválasztotta az MTV Clubland's Artists to watch in 2013 programjába, olyan nevek mellett, mint a Kill The Noise vagy az Otto Knows.
2013. szeptember 9-én az MTV “követendő művésznek” titulálta Francis-t. A feltörekvő művész jó úton halad, hogy az EDM közösség egy meghatározó arcává váljon. Az utóbbi években Francis olyan népszerű zenei fesztiválokon adott elő, mint a Camp Bisco, Electric Daisy Carnival, Coachella, TomorrowWorld, & Electric Zoo.
2012 decemberében az LA Weekly riportere, Romina Rosenow rákérdezett interjújában Francis "furcsa netes szokásaira, és a macskás mémekre megszállottságára", amire csak így reagált: „Bírom a kutyákat is... de a macskák uralják a netet. Szerintem az emberek azért kedvelik jobban a cicákat mint a kutyákat, mert a macskáknak sokkal több a saját személyiségük. A kutyák inkább afféle társaságot nyújtanak. A macskák csak úgy elvannak... és csinálják a saját dolgaikat.”, ezzel szemléltetve elvakultságát.
Francis tagja a Meowski666 humortársulatnak, amit ketten alkotnak Kill The Noise-al. 2013 októberében a DJ Magazine legjobb 100 DJ szavazásán a 73. helyet szerezte meg.
2014 október 27-én megjelent első stúdióalbuma „Money Sucks, Friends Rule” címmel, amely azonnal átvette a vezetést az iTunes 'Dance' toplistáján lekörözve David Guetta, Calvin Harris valamint a Knife Party újonnan megjelent albumait.

## Diszkográfia
Teljes albumok (Stúdióalbumok)
| Év   | Album                     | Kiadó      |
| ---- | ------------------------- | ---------- |
| 2014 | Money Sucks, Friends Rule | Mad Decent |

### EP-k
| Év   | Album                                                          | Kiadó               |
| ---- | -------------------------------------------------------------- | ------------------- |
| 2010 | Swashbuckler                                                   | Play Me Records     |
| 2011 | Westside!                                                      | Mad Decent          |
| 2011 | Ultra (with Cory Enemy)                                        | Self-released       |
| 2011 | Bossa Rocka                                                    | Top Billin          |
| 2011 | Que Que (Remixes) (Diplo and Dillon Francis, featuring Maluca) | Mad Decent          |
| 2012 | Something, Something, Awesome.                                 | OWSLA               |
| 2012 | Money Makin (Remixes) (with A-Trak)                            | Fool's Gold Records |

### Kislemezek
| Év   | Dal                                                          | Kiadó               |
| ---- | ------------------------------------------------------------ | ------------------- |
| 2011 | "IDGAFOS"                                                    | Mad Decent          |
| 2012 | "Money Makin" (with A-Trak)                                  | Fool's Gold Records |
| 2012 | "Masta Blasta (The Rebirth)"                                 | Mad Decent          |
| 2012 | "Bootleg Fireworks (Burning Up)"                             | Fly Eye             |
| 2013 | "Bootleg Fireworks (Burning Up) (The Rebirth)"               | Fly Eye             |
| 2013 | "Messages" (featuring Simon Lord)                            | Mad Decent          |
| 2013 | "Flight 4555 (IDGAFOS 3.0)"                                  | Mad Decent          |
| 2013 | "Without You" (featuring Totally Enormous Extinct Dinosaurs) | Mad Decent          |
| 2013 | "Messages (The Rebirth)" (featuring Simon Lord)              | Mad Decent          |

### Közreműködései
| Év   | Dal                                                 | Album                              | Kiadó            |
| ---- | --------------------------------------------------- | ---------------------------------- | ---------------- |
| 2011 | "Beautician 2.0"                                    | Mad Decent Vol. 1                  | Mad Decent       |
| 2012 | "Music Is Dead" (with Doctor P)                     | Mr Mongoose's Fantastic Weekend EP | Circus Records   |
| 2012 | "Fiyah"                                             | Bossa Rocka                        | Straight Up      |
| 2012 | "Epidemic" (with Jack Beats)                        | Careless                           | OWSLA            |
| 2012 | "Here 2 China" (with Calvin Harris & Dizzee Rascal) | 18 Months                          | Fly Eye Records  |
| 2012 | "Someone to Die For" (with Example)                 | The Evolution of Man               | Data Records     |
| 2013 | "I'm the One" (with Flux Pavilion)                  | Freeway EP                         | Big Beat Records |
| 2013 | "Set Me Free" (with Martin Garrix)                  | Money Sucks, Friends Rule          | TBA              |
| 2013 | "TBA" (with The Cataracs)                           | TBA                                | TBA              |

### Remixek
| Év   | Dal                                 | Előadó                                            |
| ---- | ----------------------------------- | ------------------------------------------------- |
| 2010 | "Lassitude"                         | DJ Fresh & Sigma                                  |
| 2011 | "Spaceman"                          | Vaski                                             |
| 2011 | "Transition"                        | DWNTWN                                            |
| 2011 | "Take It Back"                      | Toddla T                                          |
| 2011 | "Just Fall"                         | HeavyFeet featuring Hannah T                      |
| 2011 | "Look at Me Now"                    | Chris Brown featuring Lil Wayne & Busta Rhymes    |
| 2011 | "Broken Hearts"                     | Kito & Reija Lee                                  |
| 2011 | "Hitz"                              | Chase & Status featuring Tinie Tempah             |
| 2011 | "She Blows (The Whistle Tune)"      | Time Takers                                       |
| 2011 | "Swagger Jagger"                    | Cher Lloyd                                        |
| 2011 | "Hits Me Like a Rock"               | CSS                                               |
| 2011 | "Louder"                            | DJ Fresh featuring Sian Evans                     |
| 2011 | "Stereo Hearts"                     | Gym Class Heroes featuring Adam Levine            |
| 2011 | "Feel So Close"                     | Calvin Harris                                     |
| 2011 | "A Woman Like Me"                   | Willy Joy                                         |
| 2011 | "Turn It On"                        | Kissy Sell Out                                    |
| 2011 | "Earthquakey People"                | Steve Aoki featuring Rivers Cuomo                 |
| 2011 | "Circles"                           | Digitalism                                        |
| 2011 | "Underneath the Sycamore"           | Death Cab for Cutie                               |
| 2011 | "Kill the Noise"                    | Kill The Noise                                    |
| 2011 | "Who Is Ready to Jump"              | Chuckie                                           |
| 2012 | "Pull Up, Wheel Up"                 | Sinden                                            |
| 2012 | "Hulk"                              | Clockwork                                         |
| 2012 | "Stars Come Out"                    | Zedd featuring Heather Bright                     |
| 2012 | "Daydreamer"                        | Flux Pavilion featuring Example                   |
| 2012 | "Control Freak"                     | Steve Aoki featuring Blaqstarr & Kay              |
| 2012 | "Finale"                            | Madeon                                            |
| 2012 | "Where Did I Go?" (with Kill Paris) | Monsta (I See Monstas)                            |
| 2012 | "Like Home"                         | Nicky Romero featuring Nervo                      |
| 2013 | "So Young So High"                  | Dada Life                                         |
| 2013 | "Carried Away"                      | Passion Pit                                       |
| 2013 | "Suit & Tie"                        | Justin Timberlake featuring Jay-Z                 |
| 2013 | "Night Is On My Mind"               | Oliver                                            |
| 2014 | "Morning Sun                        | Strange Talk                                      |
| 2014 | "Big Foot"                          | W&W                                               |
| 2014 | "Some Chords"                       | Deadmau5                                          |
| 2014 | "Run Away"                          | Galantis                                          |
| 2015 | "Nuclear"                           | Zomboy                                            |
| 2015 | "Lean On" (with Jauz)               | Major Lazer                                       |
| 2015 | "Omen"                              | Disclosure                                        |
| 2016 | "Red Lips" (with Skrillex)          | GTA                                               |
| 2016 | "The Right Song"                    | Tiesto & Oliver Heldens featuring Natalie La Rose |
| 2016 | "No Money"                          | Galantis                                          |

### Kiadatlan felvételek
| Év   | Dal                     |
| ---- | ----------------------- |
| 2013 | "4 Munchi"              |
| 2013 | "We Do It For The Kids" |

## Fordítás
- Ez a szócikk részben vagy egészben  a   Dillon Francis című angol Wikipédia-szócikk fordításán alapul.  Az eredeti cikk szerkesztőit annak laptörténete sorolja fel. Ez a jelzés csupán a megfogalmazás eredetét és a szerzői jogokat jelzi, nem szolgál a cikkben szereplő információk forrásmegjelöléseként.